# کوین استور
کوین استور (انگلیسی: Coin Store) شرکت خرده‌فروشی ایتالیایی است، که در سال ۱۹۱۶ تأسیس شد.